# Ateleute brunneicincta
Ateleute brunneicincta là một loài tò vò trong họ Ichneumonidae.